# Orgue de la basilique Saint-Denis

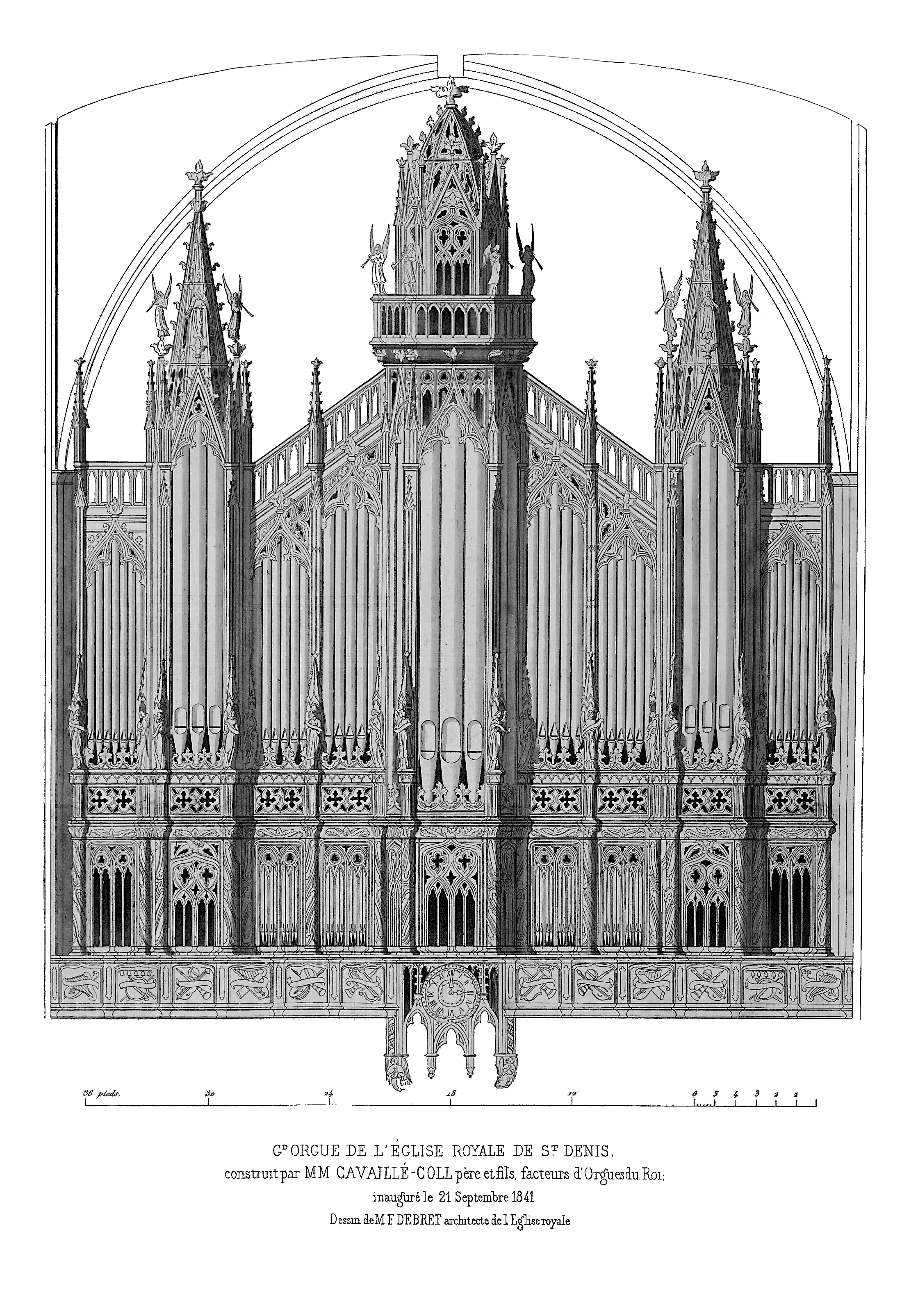

L'orgue de la Basilique de Saint-Denis est le premier orgue construit par Aristide Cavaillé-Coll. Inauguré en 1841, il est situé dans la Cathédrale-Basilique Saint-Denis à Saint-Denis. Contenant la première Machine Barker, cet orgue donne le coup d'envoi des orgues romantiques, accompagnant le renouveau de l'école française d'orgue à l'époque de son patriarche et fondateur, César Franck.
La partie instrumentale de l'orgue est classée monument historique le 27 novembre 1948, et le buffet le 8 juillet 1998.

## La Cathédrale-Basilique de Saint-Denis
La basilique de Saint-Denis est la cathédrale du Diocèse de Saint-Denis. Fondée en tant qu'abbatiale, elle est la première grande église gothique de France (avec la cathédrale de Sens), la première partie de sa construction étant achevée en 1144 sous l'impulsion de l'abbé Suger. Elle est le lieu de la nécropole des rois de France.

## Les premières orgues de Saint-Denis
Il est probable qu'un orgue ait été construit à la même époque qu'à Notre-Dame de Paris, mais la première présence d'un orgue attestée par les archives remonte à 1506. En 1604, il est remplacé par un autre instrument dont l'expertise est réalisée par Jehan Titelouze. Un troisième orgue est construit entre 1690 et 1700, après le titulariat de Nicolas de Grigny. Pendant la révolution française, les offices sont arrêtés en 1794 et l'orgue est démonté en 1800.
Le traité de Dom Bédos de Celles fut réalisé à Saint-Denis, la basilique étant à l'époque abbaye bénédictine.

## L'orgue Cavaillé-Coll
En 1836, l'architecte en chef de la basilique, François Debret dessina le buffet actuel. Adolphe Thiers forme une commission chargée de choisir un facteur d'orgue ; c'est le jeune Aristide Cavaillé-Coll qui est retenu. Il mettra en place son premier opus à Saint-Denis, avec la première Machine Barker. L'instrument contient d'autres innovations italiennes du XVIII, comme les tuyaux dits « harmoniques »,. L'inauguration a eu lieu le 21 septembre 1841.
En 1902-1903, la restauration de l'orgue est confiée à Charles Mutin.
Entre 1983 et 1987, une seconde restauration est confiée à Jean-Loup Boisseau, Bertrand Cattiaux et l'établissement Gonzales. Un concours est organisé pour nommer le nouvel organiste titulaire : c'est Pierre Pincemaille qui est nommé le 14 novembre 1987 jusqu'à son décès en 2018. Quentin Guérillot lui succède.
En mars 2019, l'orgue subit des dégradations ; l'instrument est rapidement réparé en vue du concert du 7 avril 2019,. L'auteur des dégradations est condamné à sept mois de prison.

## Composition
L'orgue de tribune actuel de la cathédrale de Saint-Denis comprend 69 jeux, dont la composition est la suivante :
| I. Positif 54 notes | II. Grand-Orgue 54 notes | II. Bombarde 54 notes | III. Récit expressif 54 notes                                                                                         | Pédale 30 notes (25 réelles) |
| --- | --- | --- | --- | --- |
| Bourdon 16 Montre 8 Flûte harmonique 8 Bourdon 8 Prestant 4 Flûte octaviante 4 Flûte 4 Nasard 2 2/3 Doublette 2 Flageolet 2 Tierce 1 3/5 Piccolo 1 Fourniture IV 1 1/3 Cymbale IV 2/3 Trompette 8 Cor-Hautbois 8 Cromorne 8 Clairon 4 | Montre 32 Montre 16 Bourdon 16 Montre 8 Bourdon 8 Flûte traversière 8 Dessus Flûte cônique 8 Viole 8 Prestant 4 Flûte octaviante 4 Nasard 2 2/3 Doublette 2 Grande Fourniture III 2 2/3 Petite Fourniture III 1 Grande Cymbale III 1 1/3 Petite Cymbale III 1/2 1ère Trompette 8 2ème Trompette 8 Cor anglais - Basson 8 Clairon 4 | Bourdon 16 Bourdon 8 Flûte harmonique 8 Flûte octaviante 4 Nasard 2 2/3 Doublette 2 Cornet V 8 Bombarde 16 1ère Trompette 8 2ème Trompette 8 1er Clairon 4 2ème Clairon 4 | Bourdon 8 Flûte harmonique 8 Flûte octaviante 4 Nasard 2 2/3 Octavin 2 Trompette 8 Voix humaine 8 Clairon 4 Tremblant | Flûte 32 Flûte 16 Flûte 8 Violoncelle 8 Quinte 5 1/3 Flûte 4 Tierce 3 1/5 Contrebombarde 32 Bombarde 16 Trompette 8 Basson 8 Clairon 4 |

## Enregistrements
- Œuvres du XIXe siècle à Saint-Denis par Pierre Pincemaille : Boëly, Chauvet, Alkan, Saint-Saëns, Franck - Solstice SOCD 116.
- 2ème Symphonie et 2ème Suite des Pièces de fantaisie de Louis Vierne par Pierre Pincemaille - Festivo FECD 137
- 4ème symphonie de Charles-Marie Widor, par Pierre Pincemaille - Solstice SOCD 181-185.
- Camille Saint-Saëns : 3e Symphonie et Trois fantaisies pour orgue (Pierre Pincemaille, Orchestre français d'oratorio, direction Jean-Pierre Loré) - EROL ER 94001 (1992).
- Pierre Pincemaille : Improvisations - Prélude, ricercare et Noël varié, Grand messe - Éditions Lade ELCD 015.

## Organistes titulaires
Le titulaire actuel est Quentin Guerillot, ayant succédé en 2018 à son maître Pierre Pincemaille.

### Filmographie
- Le génie de Cavaillé-Coll (The Genius of Cavaillé-Coll), vol. 3 : près Cavaillé-Coll, de Fugue State Film (prod.) et de Will  Fraser (réal.), janvier 2013, DVD, 139 minutes  (EAN 0721762375402) [présentation en ligne] : (BNF 43876315), (OCLC 1195442326)